# Карпухин, Виктор Фёдорович
Виктор Фёдорович Карпухин (27 октября 1947, Луцк — 24 марта 2003, Орша) — Герой Советского Союза, офицер одного из управлений КГБ СССР, командир Группы «А» (Альфа) при 7-м управлении КГБ СССР в 1988—1991 годах. Участник Афганской войны и штурма дворца Амина в Кабуле.

## Ранние годы (1947—1979)
Родился в семье военнослужащего 27 октября 1947 года в г. Луцке Украинской ССР. Русский. В Советской Армии с 1966 года. В 1969 году окончил Ташкентское высшее танковое командное училище. До 1974 года служил в пограничных войсках. С 1974 года обучал первый состав только что созданного спецподразделения КГБ (Группа «А»), руководимого Героем Советского Союза В. Д. Бубениным, вождению боевых машин и стрельбе из вооружения, установленного на бронетехнике. В 1978 году капитан Карпухин проходил службу в Московском высшем пограничном командном училище в должности командира танковой роты.

## Служба в группе «А» (1979—1991)
В сентябре 1979 года принят на службу в Группу «А» («Альфа») 7-го Управления КГБ СССР, где прошёл путь от заместителя командира 4-го отделения до руководителя «Альфы». За этот период неоднократно руководил и лично участвовал в различных оперативно-боевых мероприятиях и специальных операциях, в том числе в штурме дворца «Тадж-Бек» и убийстве главы Афганистана Хафизуллы Амина в Кабуле 27 декабря 1979 года.
Краткое описание событий 27 декабря 1979 года:
«В 18 часов 25 минут, начался штурм дворца Амина — „Тадж-Бек“. БМП Карпухина, преодолев крутой серпантин дороги вокруг холма, первой прорвалась к зданию. Спешившись, В. Ф. Карпухин и его подчинённые открыли прицельный огонь по вооружённой охране, силуэты которых хорошо виднелись в оконных проёмах дворца, дав тем самым возможность остальным бойцам своей подгруппы десантироваться. Это позволило быстро вплотную проскочить к стенам и прорваться на первый этаж. Результатом стремительных и грамотных действий данной группы стал штурм считавшегося неприступным „Тадж-Бека“, имеющего каменные стены 2-метровой толщины и 2,5-тысячную охрану, который длился 40 минут. Спецназовцы КГБ потеряли убитыми 5 человек (в их числе командира спецподразделения „Зенит“ полковника Г. И. Бояринова). Во время этого жестокого боя, когда почти все бойцы „Грома“ и „Зенита“ были ранены, Карпухин В. Ф. не получил ни одной царапины».

## Звание Герой Советского Союза
Указом Президиума Верховного Совета СССР от 28 апреля 1980 года «За мужество и отвагу, проявленные в специальных боевых операциях» капитану Карпухину Виктору Фёдоровичу присвоено звание Героя Советского Союза с вручением ордена Ленина и медали «Золотая звезда».

## События (1988—1991)
По окончании Высшей школы КГБ СССР с 1984 года — заместитель командира Группы «А». В 1988 году бойцы «Альфы» освобождали детей в Орджоникидзе. Вместе с «Альфой» прошёл все «горячие точки» на территории СССР.
В 1988—1991 годах возглавлял Группу «А» («Альфа»). В августе 1990 года «альфовцы» Карпухина вместе с бойцами Группы «Витязь» освободили заложников из сухумского следственного изолятора. Эта специальная операция, как и штурм дворца Амина, вошла в историю легендарного подразделения антитеррора.
19—21 августа 1991 года — Москва. По приказу председателя КГБ В. А. Крючкова командир группы «А» Виктор Карпухин блокировал в подмосковном посёлке Архангельское-2 дачу, в которой находились Президент России Б. Н. Ельцин и лица из его окружения. На утро позволив им свободно покинуть дачу. Позже, командир группы «А» Виктор Карпухин не выполнил «устный приказ»: "Захватить Белый дом. Без больших человеческих жертв среди гражданского населения, взять Белый дом было невозможно. Это было главной причиной отказа старших офицеров группы «А» под командованием Карпухина от участия в штурме.
На суде по делу ГКЧП Карпухин заявил, что не получал «письменный приказ» о штурме Верховного Совета РСФСР. Его показания упоминаются в оправдательном приговоре Валентину Варенникову.

## Дальнейшая карьера
С 1991 по 1992 годы — руководитель Службы безопасности Президента Казахстана Нурсултана Назарбаева. С 1993 года работал в сфере частного детективного бизнеса, и с этого же времени — председатель правления Ассоциации ветеранов войны в Афганистане. Член Комитета Торгово-промышленной Палаты РФ по безопасности предпринимательской деятельности. Возглавлял крупную некоммерческую структуру «Росфонд». Вёл активную общественную деятельность, направленную на оказание помощи ветеранам боевых действий в Афганистане и Чеченской Республике.

## Смерть
Скончался в ночь от ишемической болезни сердца с 23 на 24 марта 2003 года в поезде «Минск — Москва». Похоронен 27 марта 2003 года в Москве на Николо-Архангельском кладбище.

## В кинематографе
- В российском художественном фильме «Ельцин. Три дня в августе» (2011), посвящённом событиям Августовского путча 1991 года, роль генерала Карпухина исполнил Михаил Хомяков (актёр не имеет внешнего сходства с реальным Карпухиным).